# Shark Tank (Portugal)
Shark Tank é um game show português transmitido pela SIC, que estreou no dia 21 de março de 2015. Adaptado da versão americana homónima,[ligação inativa] Em cada episódio é selecionado um grupo de empreendedores que apresenta à vez as suas ideias de negócio a um painel fixo de investidores reconhecidos em Portugal, designados "tubarões", a fim de obter destes financiamentos para os seus projetos.

## Foram emitidos Episódios
Foram emitidos 13 episódios.

## Tubarões
| João Rafael Koehler     |   |   |
| Mário Ferreira          |   |   |
| Miguel Ribeiro Ferreira |   |   |
| Susana Sequeira         |   | — |
| Tim Vieira              |   | — |
| Isabel Neves            | — |   |
| Marco Galinha           | — |   |

O painel de investidores é constituído por:
- João Rafael Koehler (42 anos) — presidente da Associação Nacional de Jovens Empresários (ANJE), presidente da direção do Portugal Fashion e atual administrador executivo da Colquímica, empresa líder de mercado ibérico na produção de colas hot melt. Criou, também, a sua própria empresa de consultoria na área de projetos imobiliários em Portugal.
- Mário Ferreira (47 anos) — presidente-executivo da Douro Azul, tendo também investimentos outros investimento na área turística na Região Norte de Portugal e no Brasil.
- Miguel Ribeiro Ferreira (43 anos) — chairman do grupo Fonte Viva, um dos maiores grupos da Península Ibérica. Fundou as empresas Bebágua, que posteriormente vendeu à Watson Water, e Acquajet, líder de mercado da água engarrafada em Espanha.
- Susana Sequeira (42 anos) — publicitária e uma das fundadoras da agência de publicidade MSTF Partners.
- Tim Vieira (39 anos) — proprietário do grupo de media angolano Special Edition Holding.

## Investimento
Os cinco tubarões investiram em cerca de 60 empresas das 85 que foram apresentadas durante as filmagens do programa, tendo colocado mais de três milhões de euros nesses investimentos.